# ニチマン
株式会社ニチマンは、1933年（昭和8年）7月20日に設立された日本のゴムメーカーである。設立時の社名は「日満護謨工業株式会社」。創業時は、ゴム加工品として、製靴用ゴム製品などのゴムの部材から事業を展開。戦時中の軍需工場を経て、戦後は時代に対応した様々なゴム履物商品を手掛ける。（製品例：ベルベッティーン（別珍）スリッパ、ゴム製サンダル、ナイロン田植え足袋）

## 概要
1960年代後半以降はファッション素材をいち早くシューズに取り入れ、婦人靴・子供靴分野で「カジュアルファッションスニーカー」というジャンルを開拓。
1968年からは、今日のカジュアルスニーカーの前身となるゴム底布靴の開発を行い、事業を拡大。
1973年に人気テレビ番組とタイアップしたキッズシューズ「ピンポンパン」を発売。後のロングセラー商品となった。
1977年、「マイスニーカー」を発売。カジュアルスニーカーで同じくロングセラー商品となった。
1979年にはファションスニーカーの企画販売会社であるワンマイルを取得。同年の展示会で、ファッションスニーカー「ワンマイル」を発表。初のファッションショーを開催したことでも話題を呼んだ。
1988年、創立55周年を機に、社名を現在の「株式会社ニチマン」に変更。
1997年、有限会社スピングルカンパニーを設立。
1998年、介護用シューズ「マイハート」を発売して介護用品市場に本格参入。同年、業界でいち早くゴアテックス素材を用いたレイン・防寒向け商品「LIBERTY HOUSE（リバティハウス）」を開発、発売。
2000年代からはライセンスブランドの展開を強化し、さらに高感度のカジュアルシューズを提案している。
2000年、レディススニーカー「MICHEL KLEIN（ミッシェルクラン）」の展開を開始。
2004年、米国のゴルフウェアブランド「Golden Bear（ゴールデンベア）」のメンズシューズ展開を開始。
2013年、チェコ・プラハ発の新鋭シューズブランド「ROCK SPRING（ロックスプリング）」の日本代理店として展開を開始。 - スペインのカジュアルシューズブランド「PIKORINOS」の代理販売を開始。
スローガンは「備後から世界へ」。
地域に根差した企業として、2011年には本社に隣接したギャラリーショップ「GLOBAL SHOES GALLERY」をオープン。商品は、代理店を通じて全国の百貨店や量販店で販売されている。「足の健康・安全・安心」を中軸に据えた開発姿勢から生まれるフットウェアは、現在でも多くの固定ファンに愛されている。

## 沿革
- 1933年 - 日満護謨工業株式会社として創業。
- 1938年 - 製靴用板ゴムの製造を開始。
- 1946年 - ゴム長靴の製造を開始。「日満履」の商標で靴製造販売を開始。
- 1962年 - 大阪に日満ゴムタイル商事株式会社を設立。
- 1967年 - 日満護謨工業株式会社を日満ゴム工業株式会社に改名。
- 1974年 - 東京に東京日満ゴムタイル商事株式会社を設立。
- 1988年 - 日満ゴム工業株式会社を株式会社ニチマンに改名。
- 1997年 - 有限会社スピングルカンパニー（現：株式会社スピングルカンパニー）設立。
- 2011年 - 本社に隣接したギャラリーショップ「GLOBAL SHOES GALLERY」をオープン。

## 主要事業所
- 本社 – 広島県府中市府中町74-1
- 支店 - 東京支店 - 東京都台東区浅草6-8-3ニチマンビル

## グループ企業
- ゴムタイル

株式会社ニチマンラバーテック
- レザースニーカー

株式会社スピングルカンパニー